# Corallistidae
Corallistidae is een familie van sponsdieren uit de klasse van de Demospongiae (gewone sponzen). 

## Geslachten
- Awhiowhio Kelly, 2007
- Corallistes Schmidt, 1870
- Herengeria Lévi & Lévi, 1988
- Isabella Schlacher-Hoenlinger, Pisera & Hooper, 2005
- Neophrissospongia Pisera & Lévi, 2002
- Neoschrammeniella Pisera & Lévi, 2002